# فست‌لین (۲۰۱۷)
فست‌لین (۲۰۱۷) (به انگلیسی: FastLane) یک رویداد غیر رایگان (Pay-Per-View) در کشتی حرفه‌ای می‌باشد که توسط کمپانی دبلیودبلیوئی برای برند راو تهیه می‌شود و این دوره‌اش هم در تاریخ ۵ مارس ۲۰۱۷ در ورزشگاه بردلی سنتر شهر میلواکی ایالت ویسکانسین برگزار شد. این سومین رویداد تحت عنوان فست‌لین بود.

## زمینه‌سازی
فَست لِین شامل مسابقاتی بین دشمنی‌های موجود، ماجراهای پیش آمده و استوری‌هایی خواهد بود که پیش از این در برنامه‌های راو پخش شده بود. کشتی‌گیرها با توجه به مسابقات یا سری اتفاقاتی که برایشان رخ می‌دهد و تنش را به حد اکثر می‌رساند، نقش منفی یا قهرمان به خود می‌گیرند.

## نتایج
| #                                                                                                 | نتایج                                                                                | نوع مسابقه                                                | مدت زمان |
| ------------------------------------------------------------------------------------------------- | ------------------------------------------------------------------------------------ | --------------------------------------------------------- | -------- |
| ۱پ                                                                                                | ریچ سوان و آکیرا توزاوا پیروز مقابل د براین کندریک و نوآم دار (با همراهی آلیشا فاکس) | مسابقه تگ تیم                                             | ۹:۲۵     |
| ۲                                                                                                 | ساموآ جو پیروز مقابل سمی زین با تسلیم                                                | مسابقه تک نفره                                            | ۹:۴۵     |
| ۳                                                                                                 | لوک گالوز و کارل اندرسون (c) پیروز مقابل انزو اَموره و بیگ کَس                         | مسابقه تگ تیم برای قهرمانی کمربندهای تگ تیم راو           | ۸:۴۰     |
| ۴                                                                                                 | ساشا بنکس پیروز مقابل نایا جکس                                                       | مسابقه تک نفره                                            | ۸:۱۵     |
| ۵                                                                                                 | سِزارو (با همراهی شیمس) پیروز مقابل جیندر ماهال                                       | مسابقه تک نفره                                            | ۸:۲۰     |
| ۶                                                                                                 | بیگ شو پیروز مقابل روسِف (با همراهی لانا)                                             | مسابقه تک نفره                                            | ۸:۴۵     |
| ۷                                                                                                 | نِویل (c) پیروز مقابل جک گالِهِر                                                        | مسابقه تک نفره برای قهرمانی کمربند میان‌وزن دبلیودبلیوئی   | ۱۲:۱۰    |
| ۸                                                                                                 | رومن رینز پیروز مقابل براون استرومن                                                  | مسابقه تک نفره                                            | ۱۷:۵۵    |
| ۹                                                                                                 | بِیلی (c) پیروز مقابل شارلوت فلر                                                      | مسابقه تک نفره برای قهرمانی کمربند زنان راو               | ۱۶:۵۵    |
| ۱۰                                                                                                | گُلدبرگ پیروز مقابل کوین اوونز (c)                                                    | مسابقه تک نفره برای قهرمانی کمربند یونیورسال دبلیودبلیوئی | ۰:۲۲     |
| - (c) – نشان‌دهنده قهرمان(هایی) است که به میدان می‌روند - پ – نشان‌دهنده این است که مسابقه در پری–شو |                                                                                      |                                                           |          |